# Зизифора тонкая
Зизи́фора то́нкая (лат. Zizíphora tenúior) — вид растений рода Зизифора (Ziziphora) семейства Яснотковые (Lamiaceae).

## Ботаническое описание
Однолетнее растение высотой 5—25 см.
Стебель простой или ветвистый, густо покрыт изогнутыми короткими волосками.
Листья линейно-ланцетные или ланцетные, суженные к основанию, большей частью короткочерешковые. Прицветные листья похожи на стеблевые, намного длиннее цветков.
Цветки лиловые, на коротких цветоножках, собраны в густые колосовидные соцветия. Чашечка длинно- и узкоцилиндрическая, с жёсткими волосками, короткими туповатыми зубцами, венчик с тонкой, чуть выставленной трубкой.
Плод — орешек.

## Распространение и экология
Распространена в европейской части России, в Западной Сибири, Средней Азии, на Кавказе.
Произрастает на каменистых и глинистых скалах, песчаных берегах рек и морей, нередко на возделанной почве.
Встречается обычно небольшими зарослями.

## Значение и применение
Химический состав изучен недостаточно. Известно, что в надземной части содержится эфирное масло (0,8—1,0 %), главной составной частью которого является пулегон (75—80 %).
В свежем состоянии зизифора тонкая обладает приятным освежающим запахом и несколько жгучим вкусом. В качестве пряности употребляются листья.
Ценный медонос.

## Классификация
Вид Зизифора тонкая входит в род Зизифора (Ziziphora) подсемейство Котовниковые (Nepetoideae) семейства Яснотковые (Lamiaceae) порядка Ясноткоцветные (Lamiales).
|  |                                      |  |                                                             |                                                             |                      |  | ещё 14 семейств (согласно Системе APG II) | ещё 14 семейств (согласно Системе APG II) |                           |  |  |  | ещё более 80 родов | ещё более 80 родов  |  |  |
|  |                                      |  |                                                             |                                                             |                      |  | ещё 14 семейств (согласно Системе APG II) | ещё 14 семейств (согласно Системе APG II) |                           |  |  |  | ещё более 80 родов | ещё более 80 родов  |  |  |
|  |                                      |  |                                                             | порядок Ясноткоцветные                                      |                      |  |                                           |                                           | подсемейство Котовниковые |  |  |  |                    | вид Зизифора тонкая |  |  |
|  |                                      |  |                                                             | порядок Ясноткоцветные                                      |                      |  |                                           |                                           | подсемейство Котовниковые |  |  |  |                    | вид Зизифора тонкая |  |  |
|  | отдел Цветковые, или Покрытосеменные |  |                                                             |                                                             | семейство Яснотковые |  |                                           |                                           | род Зизифора              |  |  |  |                    |                     |  |  |
|  | отдел Цветковые, или Покрытосеменные |  |                                                             |                                                             |                      |  |                                           |                                           |                           |  |  |  |                    |                     |  |  |
|  |                                      |  | ещё 44 порядка цветковых растений (согласно Системе APG II) | ещё 44 порядка цветковых растений (согласно Системе APG II) |                      |  |                                           | еще 7 подсемейств                         | еще 7 подсемейств         |  |  |  | ещё около 8 видов  |                     |  |  |
|  |                                      |  |                                                             | ещё 44 порядка цветковых растений (согласно Системе APG II) |                      |  |                                           |                                           | еще 7 подсемейств         |  |  |  |                    |                     |  |  |